# Theridion perpusillum
Theridion perpusillum là một loài nhện trong họ Theridiidae.
Loài này thuộc chi Theridion. Theridion perpusillum được Eugène Simon miêu tả năm 1885.